# Андрей Коротаев
Андрей Коротаев е руски историк, социолог, изтоковед (арабист) и икономист.

## Обща информация
Старши научен сътрудник на Института по ориенталистика на РАН. Директор на московския център по антропология на Изтока. Ръководител на лаборатория за мониторинг на риска от социална и политическа нестабилност във Висшата школа по икономика. Един от представителите на руския неоеволюционизъм. Известен с приноса си към теорията за културната и социалната еволюция и особено на неоеволюционизма. Основните му интереси включват сферата на националната сигурност и стратегия, демократизацията и икономиката на развиващите се страни, културните фактори, които оказват влияние на световната политика.
Особено влияние върху Коротаев оказва австрийският икономист Йозеф Шумпетер. Основният труд на Коротаев е „Законы истории. Математическое моделирование развития Мир-Системы. Демография, экономика, культура“ (2007).

## Биография
Андрей Коротаев е роден на 17 февруари 1961 г. Завършва с отличие Московския държавен университет през 1984. След това постъпва в Института по ориенталистика. През 1990 г. защитава дисертация (кандидат на историческите науки). Доктор по философия (1993 г.). Доктор на историческите науки през 1998 г. Като учен изтоковед пътува до Йемен, Ливан, Обединени арабски емирства, Египет, Нигерия, Кения, Танзания, Република Южна Африка, Либия, Тунис, Турция, Индия и др.

## Научни постижения
Основният принос на Андрей Коротаев включва четири области:
- (1) проучвания на произхода на исляма[5] и на дългосрочното развитие на социалните системи на североизточната част на Йемен. Негов специален принос е откриването на основните тенденции на развитието на йеменската култура чрез прилагането на количествените методи за анализ на епиграфски източници;

- (2) теория за културната и социална еволюция. Коротаев демонстрира, че протестантството оказва положително влияние върху развитието на капитализма чрез насърчаване на грамотността, а не чрез насърчаване на „протестантска етика“ (както е предложено от Макс Вебер).[6];

- (3) математическо моделиране на социални, икономически и исторически динамика. Той показва, че до 1970 г. хиперболичният растеж на световното население е придружен от хиперболичен растеж на световния БВП на квадрат, и разработва редица математически модели, описващи както това явление;

- (4) изследвания на дълги вълни в глобалната икономическа динамика.[7] Има и значителен принос към изучаването на факторите на текущата демографска криза в Русия.[8]

Той разработва математически модели, описващи политико-демографската динамика на Египет и Египетската революция (2011).
Автор и съавтор на над 21 монографии и 300 статии (публикувани в Русия, Австралия, Австрия, Англия, Белгия, Германия , Дания, Египет , Испания, Италия, Йемен, КНР, Нова Зеландия, Норвегия, САЩ, Турция, Украйна , Унгария, Франция, Чехия, Швеция, Япония и др.). Основният труд на Коротаев е „Законы истории. Вековые циклы и тысячелетние тренды. Демография, экономика, войны.“ (2005).

## Избрани трудове
- Great Divergence and Great Convergence. A Global Perspective (Springer, 2015).
- Коротаев А. В. и др. Законы истории: Математическое моделирование и прогнозирование мирового и регионального развития. Изд. 3, сущ. перераб. и доп. М.: ЛКИ/URSS, 2010. – ISBN 978-5-382-01252-0.
- A Spectral Analysis of World GDP Dynamics: Kondratieff Waves, Kuznets Swings, Juglar and Kitchin Cycles in Global Economic Development, and the 2008–2009 Economic Crisis. Structure and Dynamics. 2010. Vol.4. #1. P.3-57.
- Гиперболический рост в живой природе и обществе (2009).
- Современные тенденции мирового развития. М.: ЛИБРОКОМ/URSS, 2009. ISBN 978-5-397-00327-8
- Законы истории. Математическое моделирование развития Мир-Системы. Демография, экономика, культура. 2-е изд. М.: УРСС, 2007. ISBN 978-5-484-00957-2
- Законы истории. Вековые циклы и тысячелетние тренды. Демография, экономика, войны.. 2-е изд. М.: УРСС, 2007.
- Возникновение ислама: Социально-экологический и политико-антропологический контекст Архив на оригинала от 2007-12-25 в Wayback Machine.. М.: ОГИ, 2007.
- Долгосрочная политико-демографическая динамика Египта: Циклы и тенденции Архив на оригинала от 2008-02-24 в Wayback Machine.. М.: Восточная литература, 2006. ISBN 5-02-018526-4
- Социальная история Йемена. М.: УРСС, 2006.
- Русский крест: Факторы, механизмы и пути преодоления демографического кризиса в России. М.: УРСС, 2005 (совместно с Д. А. Халтуриной).
- World Religions and Social Evolution of the Old World Oikumene Civilizations: A Cross-cultural Perspective. N.Y.: Edwin Mellen Press, 2004.
- Социальная эволюция[неработеща препратка]. М.: Восточная литература, 2003.
- "Regions Based on Social Structure: A Reconsideration". Current Anthropology. 2000. Vol. 41. #5. P. 668-690.
- Pre-Islamic Yemen. Wiesbaden: Harrassowitz, 1996.
- Ancient Yemen. Oxford: Oxford University Press, 1995.